# Манастир Подврх
Манастир Подврх је српски православни манастир у епархији будимљанско-никшићкој.
Манастирска црква је посвећена Светом Николи, а позната је у народу и у литератури као Подврх. Налази се у селу Мокри Луг, мјесна заједница Бистрица, 25 километара североисточно од Бијелог Поља.

## Прошлост
Манастир Подврх је смјештен на платоу између крша званог Врх и лијеве обале ријеке Бистрице, изнад улаза у Ђаловића клисуру. Пут до манастира залази дубоко у планину и завршава се усјеком на око 770 метара надморске висине.
По свом спољашњем изгледу богомоље Светог Николе готово се не разликује од сеоске куће. Има високи двосливни кров од клиса, полукружно изведен, унутра се налази купола која се може сагледати само изнутра. Овај велики кров покрива и отворен дрвени тријем испред главног улаза у цркву. Богомоља је зидана од камена, омалтерисана и окречена, окружена каменом, водом и шумом. Богомоља је настала почетком 17. вијека. Скромни манастирски комплекс ограђен је једноставном дрвеном оградом са двије украшене капије са југа и југозапада. Западна фасада богомоље високог троугластог забата, украшена је стјенописима приказујући деизис параболе Христове, свете ратнике и арханђеле Михаила и Гаврила, чуваре уласка у храм, док је над вратима у ниши приказано попрсје Светог Николе, заштитника храма, управо изнад камене плоче са натписом која говори да је црква сазидана 1606. године, у вријеме владике Пећког господина Јована.
Фреске је осликао Поп Страхиња из Будимље 1613/14. године. Фреске из Подврха спадају у Страхињина зрелија дјела и представљају најбоље очуван, до сада познат, Страхињин потписан рад.
Иконостас је урађен у дуборезу и позлаћен, скромних је димензија, 2,30 метара са 4,40 метара у складу са величинама богомоље, али зрачи величанственошћу. Осликао га је 1665. године главни мајстор Јован Козма, чији је ово посљедњи познат рад и изузетне су љепоте. Осликавање је довршио његов ученик и помоћник Радул чији је ово први познати рад. На иконостасу, тачније на његовом наддверју је натпис из којег се види да „кемер сагради и пописа јеромонах настојатељ Стефан 1665. године трудом и платом Деспине Пичинове из Ћићића“.
У храму се чува дио моштију светог свештеномученика Харалампија.
Овде је 1960. откривено Дивошево јеванђеље из 14. вијека.